# Geografia della provincia di Lecco
La provincia di Lecco si estende su un territorio prevalentemente montuoso per 816 km². In essa possiamo distinguere due grandi zone: la Valsassina (oltre l'Adda) e la Brianza. Individuiamo poi regioni di montagne, collina e lacustri.

## Confini
La provincia di Lecco confina con la provincia di Como a ovest, la provincia di Sondrio a nord, la provincia di Bergamo a est e la provincia di Monza e della Brianza. È inoltre bagnata a ovest dal Lago di Como.

## Monti
| Nome                             | Altezza (m s.l.m.) | Province |
| -------------------------------- | ------------------ | -------- |
| Monte Legnone                    | 2.609              | LC-SO    |
| Pizzo dei Tre Signori            | 2.554              | LC-SO-BG |
| Pizzo Alto                       | 2.512              | LC-SO    |
| Monte Rotondo                    | 2.496              | LC-SO    |
| Pizzo Mellàsc'                   | 2.465              | LC-SO    |
| Grignone o Grigna settentrionale | 2.410              | LC       |
| Grignetta o Grigna meridionale   | 2.177              | LC       |
| Zuccone Campelli                 | 2.161              | LC-BG    |
| Resegone                         | 1.875              | LC-BG    |
| Monte Muggio                     | 1.799              | LC       |
| Monte Croce                      | 1.781              | LC       |
| Monte Pelagia                    | 1.549              | LC       |
| Monte Coltignone                 | 1.479              | LC       |
| Moregallo                        | 1.276              | LC-CO    |
| Magnodeno                        | 1.241              | LC       |
| Cornizzolo                       | 1.240              | LC-CO    |
| Corno Orientale di Canzo         | 1.232              | LC       |
| Monte San Martino                | 1.090              | LC       |
| Monte Barro                      | 922                | LC       |
| Colle di Brianza                 | 877                | LC       |

Le ultime 2 cime, nonché le più basse che non superano i 1000 m, si trovano a ovest dell'Adda, in Brianza, mentre il Moregallo, il Cornizzolo ed il Corno Orientale di Canzo si trovano nel Triangolo Lariano. Come si può vedere, la Provincia è ricca di monti.

I monti Resegone e monte San Martino sono citati nel romanzo I promessi sposi di Alessandro Manzoni: 

## Laghi e Fiumi
La Provincia di Lecco è una zona molto lacustre: numerosi sono i laghi e i laghetti situati sulle Prealpi. Ecco i principali laghi della provincia:
| Nome              | Superficie (km²) | Province |
| ----------------- | ---------------- | -------- |
| Lago di Como      | 146              | LC-CO    |
| Lago di Annone    | 5,7              | LC       |
| Lago di Pusiano   | 4,95             | LC-CO    |
| Lago di Garlate   | 4,64             | LC       |
| Lago di Olginate  | 0,77             | LC       |
| Lago di Sartirana | 0,098            | LC       |

Il lago di Como è il terzo più grande della Lombardia e dell'Italia stessa. Vanta inoltre la maggiore profondità lacustre italiana e una delle maggiori dell'Europa. Esso può essere, inoltre, considerato il mare dei lecchesi e dei comaschi; sono, infatti, presenti piccole spiaggette di ghiaia e sabbia con campeggi e/o hotel che in estate sono spesso affollati anche da turisti stranieri, tedeschi e inglesi in maggioranza.
Anche i fiumi, sebbene (eccetto l'Adda e il Lambro) siano di corta lunghezza, sono molto numerosi. I principali:
| Nome      | Lunghezza (km) | Zona                    |
| --------- | -------------- | ----------------------- |
| Adda      | 313            | LC-SO-CO-BG-MB-MI-CR-LO |
| Lambro    | 130            | LC-CO-MB-MI-PV-LO       |
| Pioverna  | 27             | LC (Valsassina)         |
| Bevera    | 22             | LC                      |
| Varrone   | 20,9           | LC                      |
| Rio Torto | 4              | LC                      |

## Isola Viscontea
La provincia di Lecco possiede sul suo territorio una parte insulare: si tratta dell'Isola Viscontea che si trova sull'Adda nel tratto che collega il Lario col Lago di Garlate. L'isola è una proprietà privata non aperta al pubblico.

## Colline e pianura
La zona collinare comprende tutta la Brianza lecchese. Non esiste la pianura ma solo qualche zona pianeggiante in cui l'altimetria varia di pochi metri. Ad esempio, la campagna intorno a Oggiono e al Lago di Annone.

## Galleria d'immagini

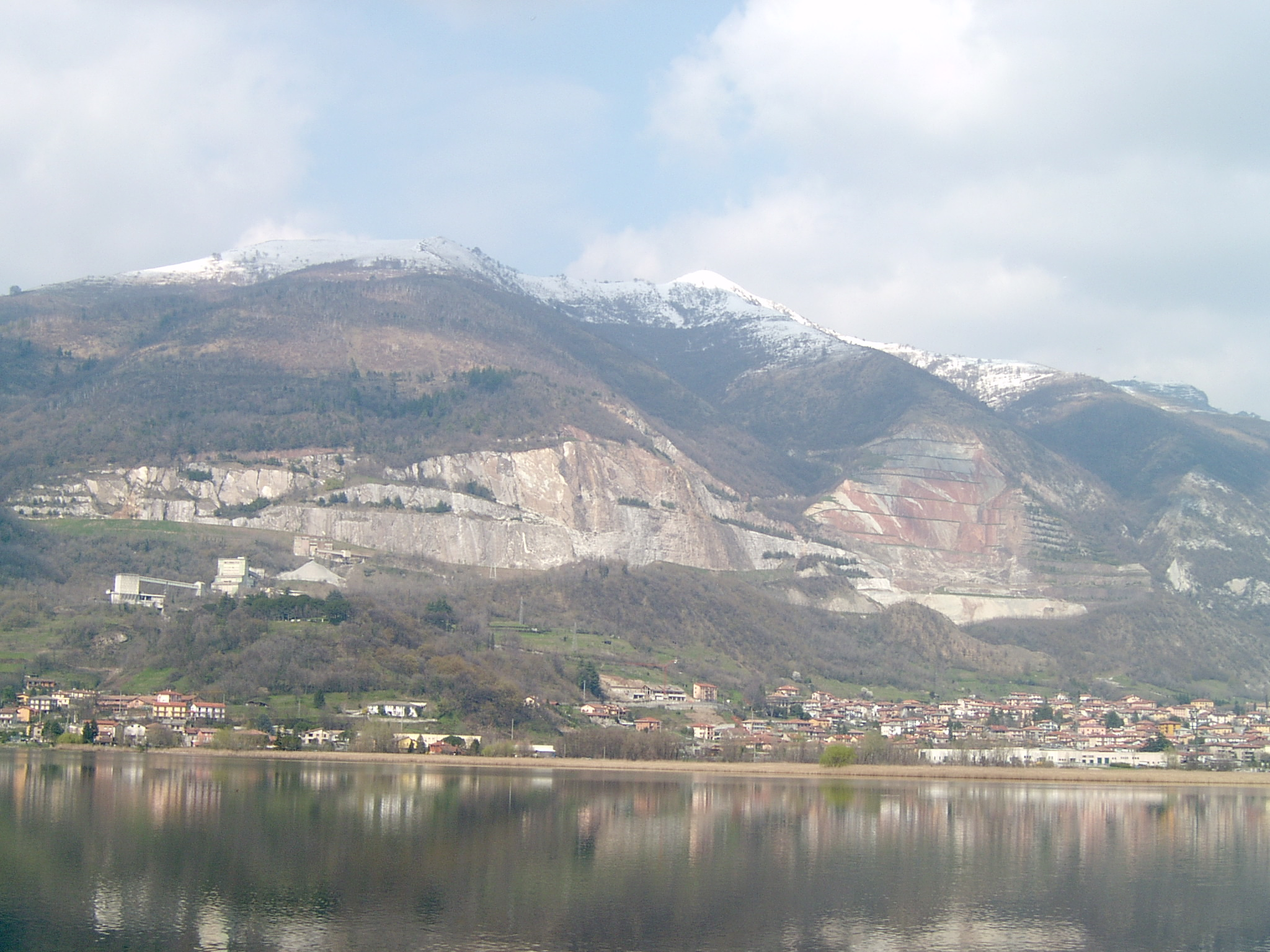
Il lago di Pusiano e vista del Monte Cornizzolo innevato.
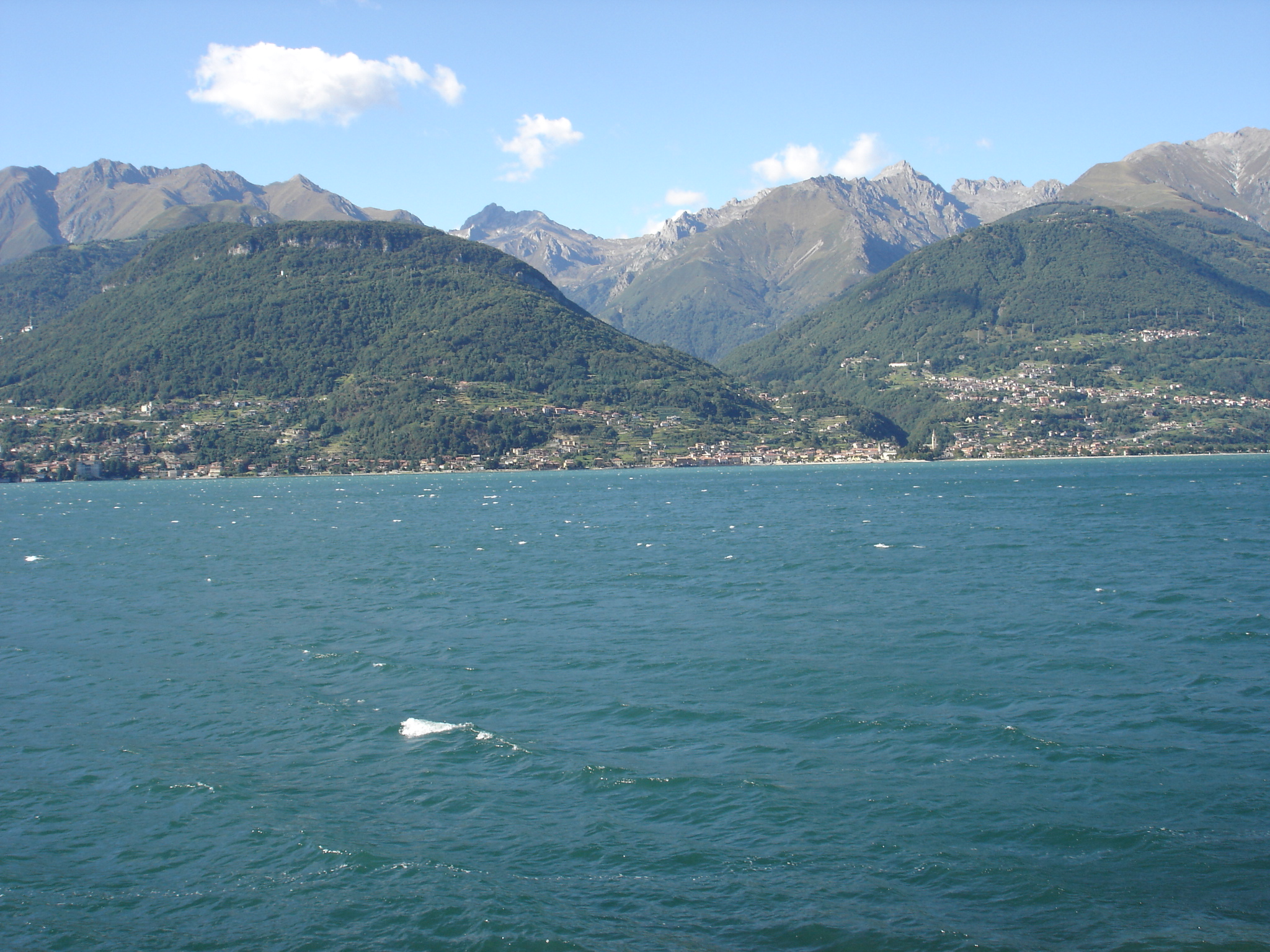
Il lago di Como.